# Šume (Topola)
Pour les articles homonymes, voir Šume.
Šume (en serbe cyrillique : Шуме) est un village de Serbie situé dans la municipalité de Topola, district de Šumadija. Au recensement de 2011, il comptait 508 habitants.

## Démographie

### Évolution historique de la population
| 1948 | 1953 | 1961 | 1971 | 1981 | 1991 | 2002 | 2011 |
| ---- | ---- | ---- | ---- | ---- | ---- | ---- | ---- |
| 970  | 988  | 929  | 833  | 718  | 684  | 595  | 508  |

|  |